# IC 2762
IC 2762 је спирална галаксија у сазвјежђу Лав која се налази на листи објеката дубоког неба у Индекс каталогу.
Деклинација објекта је + 12° 43' 21" а ректасцензија 11h 22m 17,9s. Привидна величина (магнитуда) објекта IC 2762 износи 14,7 а фотографска магнитуда 15,5. IC 2762 је још познат и под ознакама CGCG 67-63, PGC 34888.